# Ваља Урсулуј (Поноареле)
Ваља Урсулуј (рум. Valea Ursului) насеље је у Румунији у округу Мехединци у општини Поноареле. Oпштина се налази на надморској висини од 462 m.

## Становништво
Према подацима из 2002. године у насељу је живело 100 становника, од којих су сви румунске националности.